# The Girls
The Girls è un singolo discografico del DJ e produttore discografico scozzese Calvin Harris, pubblicato nel 2007 ed estratto dal suo primo album in studio I Created Disco.

## Tracce
- 12" Vinile (UK)

1. The Girls (album version) – 5:15
2. Rock N Roll Attitude – 3:19
3. The Girls (Micky Slim's Bomb Squad Mix) – 7:09

- 12" Vinile Remix (UK)

1. The Girls (Groove Armada Remix) – 8:04
2. The Girls (Groove Armada Dub) – 7:47

- CD Maxi (Australia)

1. The Girls (radio edit) – 3:52
2. Rock N Roll Attitude – 3:19
3. The Girls (Groove Armada Remix) – 8:04
4. The Girls (Micky Slim's Bomb Squad Mix) – 7:09

- Download digitale EP

1. The Girls – 5:18
2. The Girls (Groove Armada Remix) – 8:05
3. The Girls (Micky Slim's Bomb Squad Mix) – 7:11
4. The Girls (Groove Armada Dub) – 7:48

## Classifiche
| Classifica (2007) | Posizione raggiunta |
| ----------------- | ------------------- |
| Regno Unito       | 3                   |